# Scindapsus perakensis
Scindapsus perakensis  Hook.f. – gatunek wieloletnich, wiecznie zielonych pnączy z rodziny obrazkowatych, pochodzących z obszaru od Bangladeszu do zachodniej Azji Południowo-Wschodniej.